# Eihandgranaat No. 1
De Eihandgranaat No. 1 was een Nederlandse handgranaat die gebruikt werd tijdens de Tweede Wereldoorlog.

## Geschiedenis
Vanaf 1915 beschikte het Nederlandse leger over twee verschillende soorten handgranaten. Deze werkten niet optimaal en men ging op zoek naar betere modellen. In 1917 hadden de Artillerie-Inrichtingen (A.I.) een nieuw soort verdedigingsgranaat ontwikkeld, die in 1918, samen met een Duitse steelhandgranaat, werd getest. De Nederlandse granaat kreeg de voorkeur en er werd meteen opdracht gegeven de productie te beginnen. De productie kwam pas in 1920 op gang, omdat de A.I. nog bezig was met het produceren van dooshandgranaten.
Bij de productie van de eihandgranaat bleek dat de trekdraad kon gaan roesten, omdat de granaat niet volledig waterdicht was. Hierop werd besloten verschillende sluitingen te testen. Uiteindelijk werd de hals van de granaat verhoogd, de loden sluitschijf vervangen voor een rubberen sluitschijf en de sluitschroef van kunsthars gemaakt.
Voor 1937 werd de granaat in het zwart geproduceerd, daarna in het groen. In mei 1940 waren er ruim 500.000 granaten beschikbaar voor het leger.

## Samenstelling en gebruik
De Eihandgranaat No. 1 woog 600 gram, waarvan 65 gram Trotyl was. De ontsteker bestond uit een messing huls en was met een schroefje bevestigd aan de granaat. Het slagpijpje moest voor gebruik in de granaat gestoken worden. Als dit werd gedaan moest de sluitschroef voorzichtig worden losgedraaid, om te voorkomen dat de explosieven eruit vielen. Nadat de pin uit de granaat was getrokken duurde het ongeveer 3,4 seconden voordat de granaat ontplofte.

### Ontsteking
De ontsteking van de granaat bestond uit een houten klosje met een koperen hoedje met wrijvingssas, een zundertje (een koperen huls met buskruit, die onder het houten klosje was geplaatst) en het slagpijpje No. 6 Het slagpijpje bestond uit een koperen huls gevuld met 0,5 gram Tetryl, 1 gram slagkwik, een messing binnenhuls en wat sasringenkruit.

### Werking
Nadat de pin uit de granaat was getrokken ontbrandde het wrijvingsas. Hierdoor verbrandde de vulling van het zundertje en het sasringenkruit in het slagpijpje. Zodra het vuur was overgegaan naar het slagkwik ontplofte de springlading.

## Varianten
- Halfscherpe eihandgranaat No. 1: Oefengranaat. Bevatte zand en zaagsel, in plaats van een springlading. De granaten werden vervaardigd uit oude eihandgranaten, waardoor het gereedmaken en het verwijderen van het slagpijpje op dezelfde manier gebeurde. De halfscherpe eihandgranaat was te herkennen aan de gele band. Op de Grebbeberg werden deze handgranaten uitgedeeld, in plaats van echte granaten, waardoor de verdediging voor een groot deel onbruikbare granaten had.
- Oefeningseihandgranaat No. 1 A: Oefengranaat. De aftrekinrichting bestond uit een stalen splitveer met aftreklijn en loden knoop, aangebracht in een ijzeren afsluitstop die in de bovenkant van de granaat met een schroefje was vastgezet. Hij diende om ervaring te krijgen met het uittrekken van de trekker en het werpen. De granaat had dezelfde vorm als de No. 1, maar was rood geverfd.
- Oefeningseihandgranaat No. 1 B: Oefengranaat. Deze granaat had geen aftrekinrichting en werd met ijzer opgevuld om hem op gewicht te krijgen. De granaat had hetzelfde doel als de oefeningsgranaat No. 1 A en was ook rood geverfd.